# Guido Savelkoul
Guido Savelkoul (Geleen, 4 augustus 1972), voormalig Nederlands triatleet, duatleet en mountainbiker uit Stein. Triatloncarrière tussen 1989-1999.
Na ruim 10 jaar werkzaam te zijn geweest in de ICT als Consultant/Business Manager, thans als Accountmanager in de sport werkzaam.
In 1998 werd hij tweede op het Nederlands kampioenschap triatlon op de middenafstand. Na bijna een decennium lang op topniveau actief te zijn geweest, nam hij in 1999 in "zijn Stein" afscheid van de wedstrijdsport. 
Na een korte onderbreking vervolgens nog enige jaren actief geweest in het mountainbiken bij het Parketreus-Univega Team. Diverse deelnames, onder andere: Strandrace Egmond aan Zee, Bike Marathon Riva del Garda (ITA), VulkanBike Eifel-Marathon Daun (GER) en Bike Festival Willingen (GER). 

## Palmares
- 22 overwinningen, 50x top 3, 40x top 10.

## Persoonlijke records

### Lopen
- 10 km - 32.04 min (Parelloop Brunssum)
- 21,1 km - 1:09.42 min (Annendaalloop Posterholt, 1996)

## Belangrijke prestaties

### Triatlon
1992
- 3e NK Triatlon Studenten in Eindhoven

1993
- NK Triatlon OD van Ammerstol

1994
- 1e Halve triatlon van Stein
- 10e EK Triatlon MD en 1e team in Novo Mesto, Slovenië

1995
- 6e NK Triatlon OD van Nuenen
- Halve Triatlon van Stein - aangereden door jurylid op motor
- 1e Triatlon OD van Etaples sur Mer, Frankrijk

1996
- 2e Halve triatlon van Stein
- 3e Triatlon OD van St. Laurent Nuon, Frankrijk

1997
- 12e EK Triatlon LD (3,8-180-42) in Fredericia, Denemarken, tijd: 8:55.57
- 10e NK Triatlon OD van Roermond
- 9e Halve triatlon van Stein
- 1e Triatlon OD van La Ferté Bernard, Frankrijk
- 2e Triatlon OD van Lac du Der, Frankrijk
- 3e Triatlon OD van St. Laurent Nuon, Frankrijk
- 3e Triatlon OD van Nouatre, Frankrijk
- 4e Triatlon OD van Beauvais, Frankrijk

1998
- DNF ITU WK Triatlon LD (3-136-28) in Sado (eiland), Japan - blessure
- 2e NK Triatlon MD in Stein
- 9e NK Triatlon OD van Roermond
- 7e Triatlon OD (Elite Circuit) van Holten
- 7e ETU Cup Triatlon OD Echternach, Luxemburg
- 2e Triatlon OD van Lac de Vieilles Forges, Frankrijk
- 2e Triatlon OD van Caen, Frankrijk
- 2e Triatlon OD van Etaples sur Mer, Frankrijk
- 3e Triatlon OD van La Ferté Bernard, Frankrijk
- 13e Triatlon International LD in Nice 6:04:51, Frankrijk

1999
- 11e NK Triatlon MD in Stein
- 20e Open NK Triatlon OD van Holten
- Grand Prix Triatlon OD van Ancone, Frankrijk
- Grand Prix Triatlon OD (ITU Points Race) van Marseille, Frankrijk
- 7e Triatlon OD van Lac de Vieilles Forges, Frankrijk

### Duatlon
1995
- 9e NK Duatlon Powerman Holland lange afstand 1995(15-64-7,5 km) in Venray

1997
- 6e Duatlon (10-40-5) in Alphen aan den Rijn - triatlon wegens watervervuiling omgezet in duatlon

### Mountainbike
- 2003: 11e Mas1 VulkanBike Eifel Marathon 101 km/2480Hm en 9e NED-Marathon-Trofee in Daun, Duitsland
- 2004: 26e Elite Egmond-Pier-Egmond Strandrace in Egmond aan Zee
- 2004: 33e Bikefestival Riva del Garda 107 km/3250Hm in Riva del Garda, Italië
- 2004: Bikefestival Willingen 100 km/2574Hm in Willingen, Duitsland
- 2004: 8e Mas1 VulkanBike Eifel Marathon 103 km/2535Hm en 6e NED-Marathon-Trofee in Daun, Duitsland
- 2005: 4e Mas1 eindklassement VulkanBike-Extreme 216 km/4450Hm; 3-daagse marathonwedstrijd in Daun, Duitsland
- 2005: DNF Ardennes Trophy La Reid 80 km in La Reid, België - defecte voorvork

## Achtergrond
Afkortingen:
- OD - olympische afstand (1,5-40-10)
- MD - middenafstand (2,5-80-20)
- LD - lange afstand (4-120-30)

De European Triathlon Union heeft in de periode tussen 1988-1994 elke twee jaar een Europees kampioenschap triatlon op de middenafstand (2,5-80-20) georganiseerd. Inmiddels is deze afstand vervangen door de lange afstand (4-120-30). De internationale triatlon van Nice was in de jaren 80-90, na de Ironman Hawaï, de belangrijkste triatlon ter wereld.